# Astragalus acanthochristianopsis
Astragalus acanthochristianopsis är en ärtväxtart som beskrevs av Karl Heinz Rechinger och Mogens Engell Köie. Astragalus acanthochristianopsis ingår i släktet vedlar, och familjen ärtväxter. Inga underarter finns listade i Catalogue of Life.